# Disney's Typhoon Lagoon

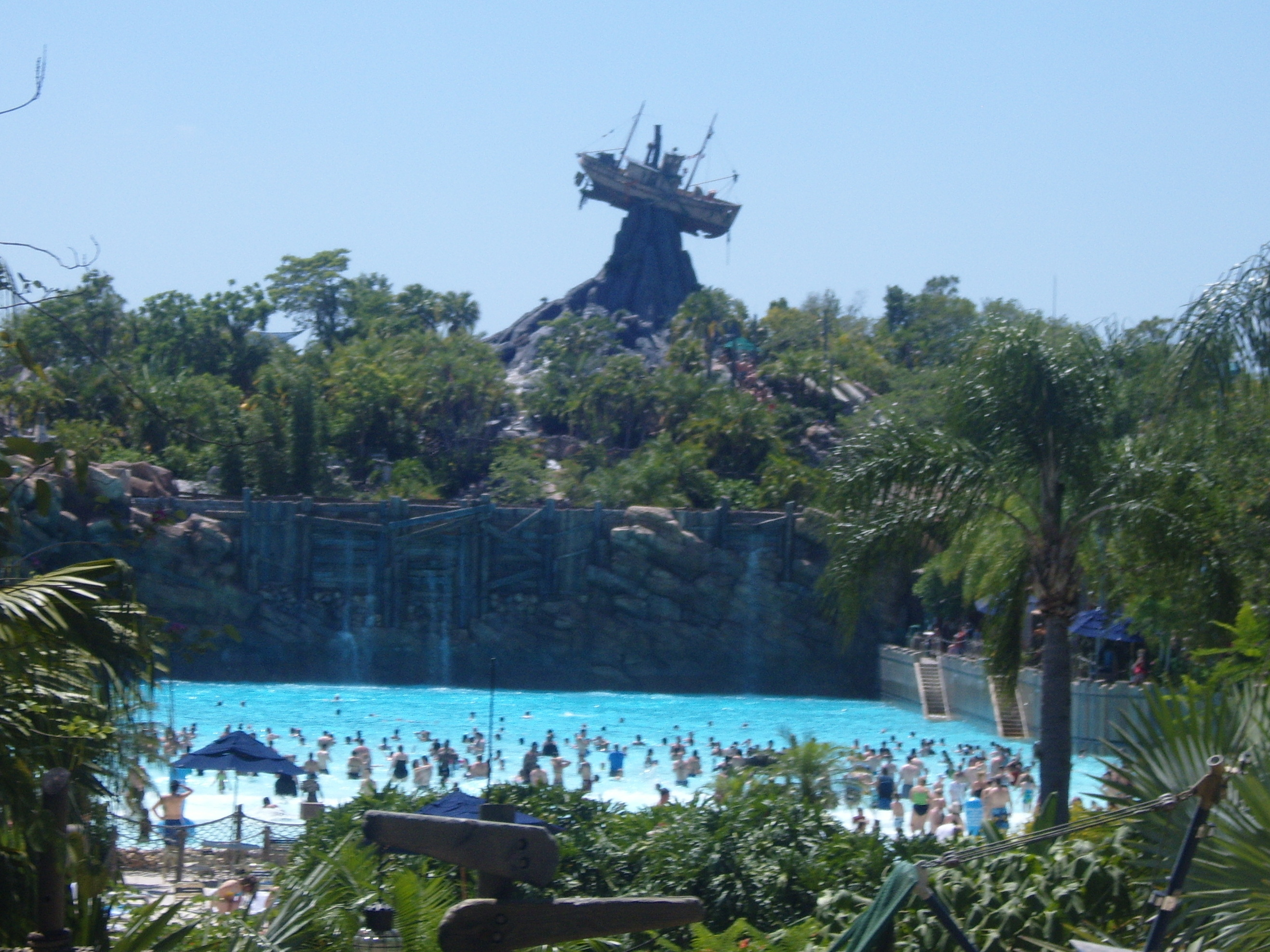
Mount Mayday en de Miss Tilly, met de enorme Surf Pool op de voorgrond

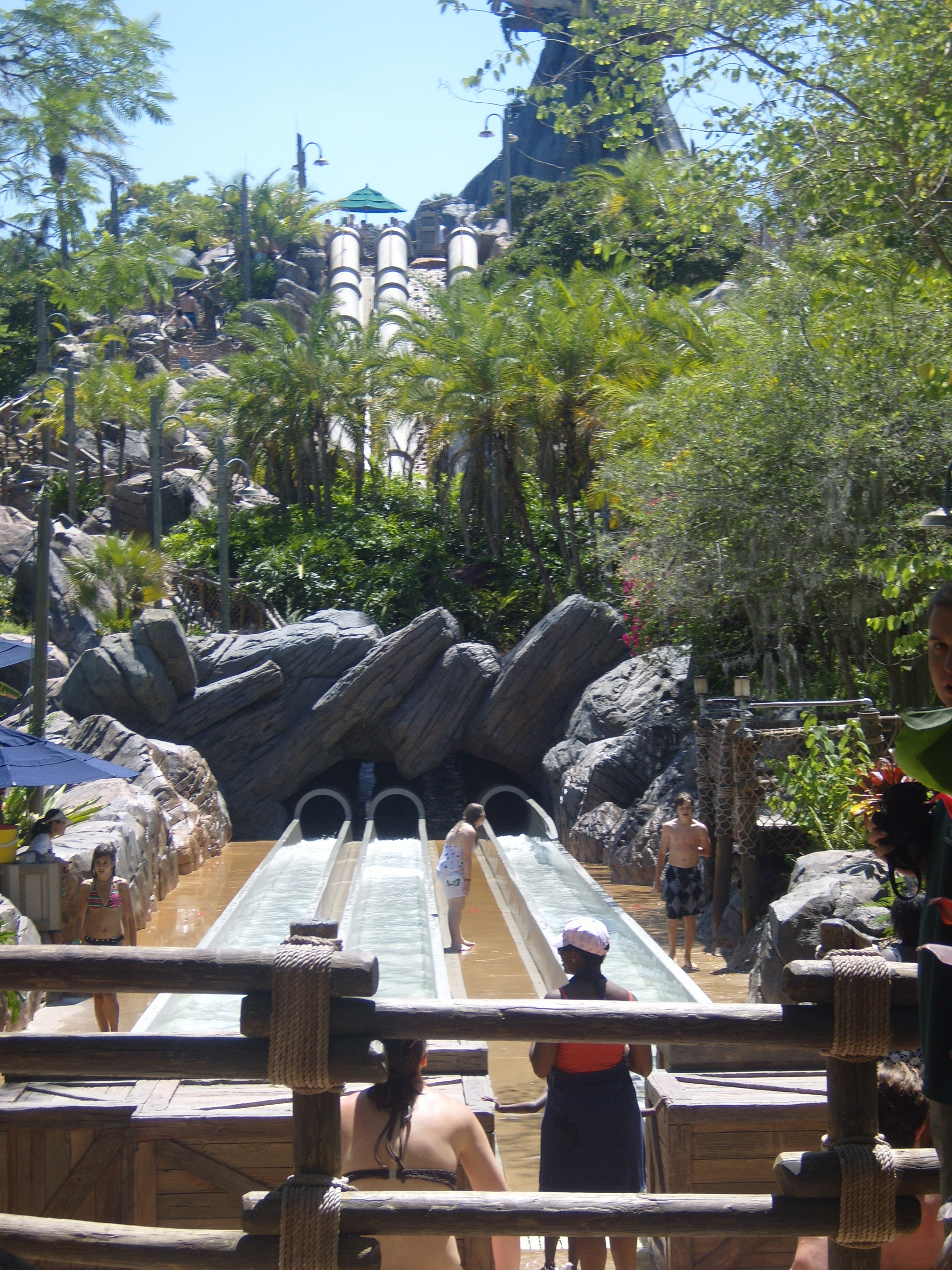
De uiteinden van Humunga Kowabunga

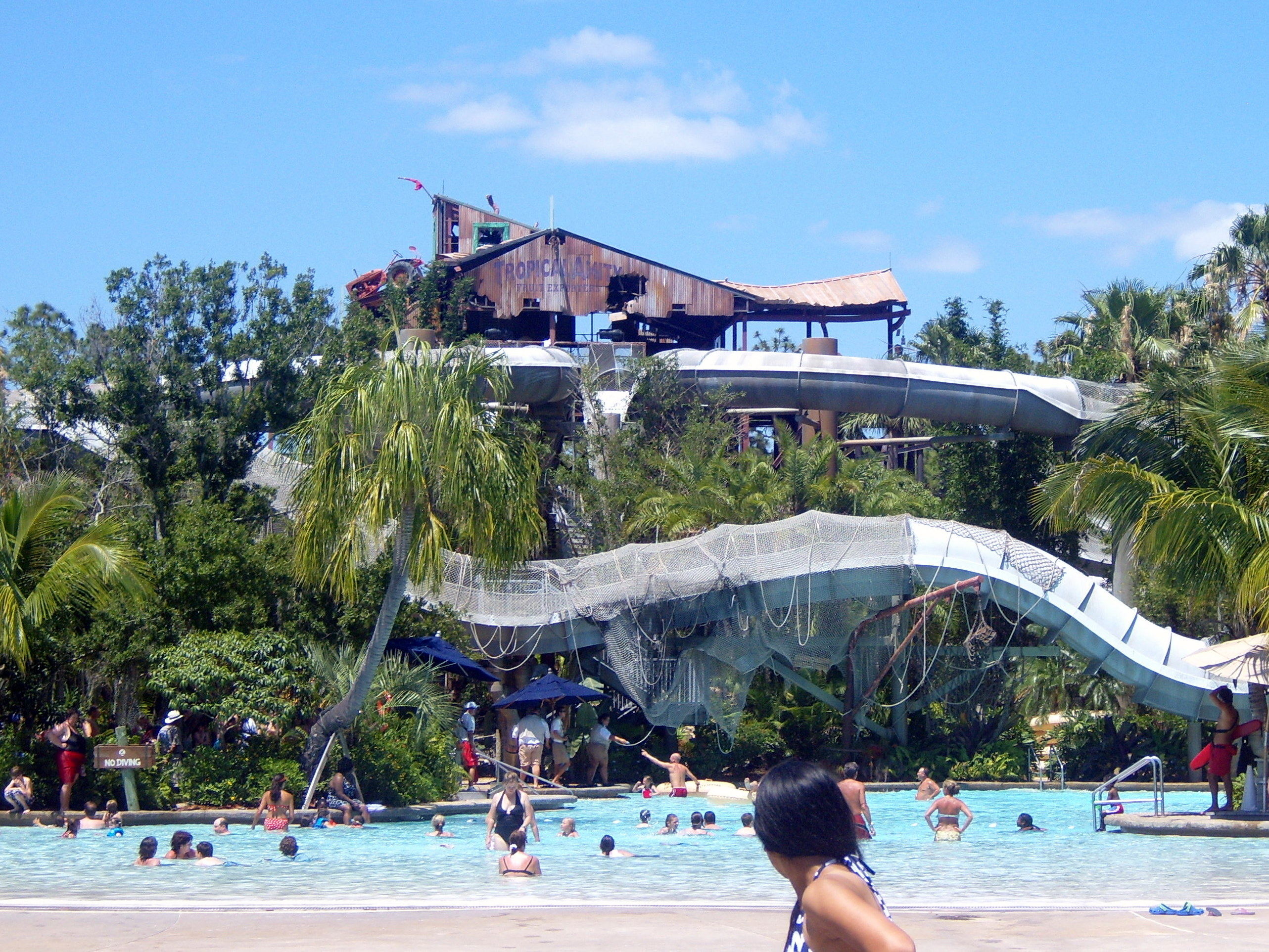
Crush 'n' Gusher

Disney's Typhoon Lagoon, kortweg Typhoon Lagoon, is een waterpark met een tropisch thema, gesitueerd in het enorme Walt Disney World Resort in het Amerikaanse Lake Buena Vista in Florida, van 22 hectare.
Typhoon Lagoon is een waterpark vol met glijbanen en zwembaden. Zo is er bijvoorbeeld de enorme Surf Pool met golven tot twee meter hoog. Ook ligt er een rivier rondom het park heen waar men kan dobberen op een rubberen band, de Castaway Creek. Men kan er tevens snorkelen in het Shark Reef, een kleine poel met echte haaien en tropische vissen.
In 2008 werd het park door 2,06 miljoen gasten bezocht, wat het park tot het meest bezochte waterpark ter wereld maakte.
Omdat het op sommige dagen extreem heet kan zijn, adviseert het park om waterschoentjes aan te doen tijdens het bezoek aan het park, omdat de paden en vloeren oververhit kunnen raken. Dit advies is ook tegen slippingsgevaar.

## Ontstaan

### Disney's Verhaal
Het thema van het park is tropisch en met strandspullen die overal zijn neergestrand. Dit komt volgens het verhaal van Disney door een typhoon die eens woedde: het land werd overspoeld door metershoge golven, en toen het water weer wegspoelde, liet het een hoop wrakhout achter op het tropische gebied. Later werd dit omgetoverd tot Disney's Typhoon Lagoon, Het water liet ook een garnalenvissersboot, de Miss Tilly achter op de vulkaan Mount Mayday. Om het halfuur voelt men de aarde nog trillen, en lijkt het alsof Mount Mayday gaat uitbarsten, maar in feite spuit de vulkaan een enorme geiser van 15 meter omhoog, nadat de Miss Tilly haar fluitjes heeft laten klinken. Deze geiser spuit uit de pijp van de Miss Tilly.

### Geschiedenis
Vanaf 1969 zorgde het kleine waterpark River County voor waterrecreatie voor de bezoekers van Walt Disney World. Echter, gelegen op de camping van het resort, Disney’s Fort Wilderness Resort & Campround, was het niet makkelijk om dit park verder uit te breiden. Daarom kondigde Michael Eisner op 4 februari 1987 aan dat bij de verbeteringen voor Walt Disney World een nieuw, veel groter waterpark zou worden gebouwd.
Het park opende zijn deuren op 1 juni 1989 met 140.000 m² aan grond. De uitbreidingswerkzaamheden in 2004 vermeerderden dit tot een oppervlakte 250.000 m². Ook leverden deze werkzaamheden de Crush ‘n Gusher op, wat voor een groot deel tot het huidige grote succes van het park heeft geleid, en het ietwat vergane thema van het park nog eens oplepelde; de fabriek is namelijk gethematiseerd als een door een storm verwoeste fruitopslagplaats.

## Themagebieden in Disney's Typhoon Lagoon

### Mount Mayday
Mount Mayday, achter de Surf Pool bevat niet alleen de Miss Tilly, maar ook vele waterglijbanen.
Dit themadeel van het park bevat de volgende attracties:
- Forgotten Grotto - een wandelroute door een grot onder Mount Mayday.
- Keelhaul Falls - een rustige glijbaan, die rondom Mount Mayday naar beneden spiraliseert.
- Mayday Falls - een snelle, wilde glijbaan die men op een rubberen band bevaart. Dit is de langste glijbaan van Typhoon Lagoon en bevat vele hobbels om de rit intenser te maken.
- Gang Plank Falls  - familierit met bootjes waar minimaal 2 en maximaal 4 personen in kunnen zitten, die een lange, wilde glijbaan afgaan met watervallen en diverse splashes.
- Overlook Pass - een wandelroute in de schaduw van Mount Mayday langs kleine watervallen en tropische planten.
- Humunga Kowabunga - 3 glijbanen naast elkaar met hellingen die net niet verticaal lijken.
- Storm Slides - 3 glijbanen die de bezoekers naar beneden laten glijden door spiralen en steile hellingen, en ze vervolgens in een ijskoud bad laten plonzen. Iedere baan heeft zijn eigen karakter gebaseerd op snelheid of aantal bochten.

De glijbanen zijn van links naar rechts opgebouwd aan de hand van intensiteit. hoe verder ja naar rechts gaat hoe intenser de glijbanen worden.

### Hideaway Bay
Hideaway Bay, voorheen Out of the Way Cay, is een zandstrand in het meest verborgen deel van Typhoon Lagoon, net achter de kleedkamers. Het bevat de nieuwste attractie in Typhoon Lagoon.
Dit themadeel van het park bevat de volgende attracties:
- Crush 'n' Gusher - 3 waterglijbanen waar het water zo wild is dat het de bezoekers zelfs omhoog duwt, door spiralen, haarspeldbochten en steile hellingen. De drie glijbanen dragen de naam Banana Blaster, Coconut Cruncher en Pineapple Plunger.
- Sandy White Beach - strand met strandstoelen om de zonnebaden, en een kleine poel om pootje te baden.

### Typhoon Lagoon
Typhoon Lagoon is het grootste deel van het park, met zwembaden en zandstranden om lekker uit te rusten.
Dit themadeel van het park bevat de volgende attracties:
- Bay Slides - glijbanen voor de allerkleinsten.
- Blustery Bay - een ondiep gedeelte van de Surf Pool, waar men kan pootjebaden.
- Learn to Surf - volg surflessen van experts.
- Typhoon Lagoon Surf Pool - het grootste golfslagbad ter wereld, met golven van wel twee meter hoog.
- Whitecap Cove - een ondiep gedeelte van de Surf Pool, waar men kan pootjebaden, en waar je kunt uitrusten op de witte zandstranden eromheen.

### Shark Reef
Twee zoutwatermeertjes, afgescheiden door een enorme tanker, laten bezoekers kennis maken met de tropische onderwaterwereld.
Dit themadeel van het park bevat de volgende attracties:
- Hammer Head Fred's Dive Shop - hier kan men duikspullen halen om het onderwaterleven te ontdekken.
- S.A.S. Adventure - snorkel op een speciale manier een halfuur lang tussen haaien en tropische vissen.
- Shark Reef - snorkel tussen kaphamerhaaien, luipaardhaaien en tussen roggen voor onbepaalde tijd.
- Sunken Tanker - bekijk de onderwaterwereld veilig achter glas vanuit een oude, gezonken, tanker.

### Castaway Creek
Dit lijkt wel de metrolijn van het park: een 600 meter lange, langzame rivier die om het hele park loopt, met 5 uit- en instaphaltes. Deze rivier mag men bevaren in de door Disney aangeleverde rubberbanden, eigen banden zijn in tegenstelling tot de Cross Country Creek in Blizzard Beach niet toegestaan. Er zijn single double en baby banden beschikbaar. De rivier leidt de bezoekers langs watervallen, tropische regenwouden en zelfs door Mount Mayday. Het heeft wat ervaring nodig om te weten waar men precies moet uitstappen voor een bepaalde attractie, maar overal staat aangegeven op grote kaarten waar men zich op dat moment bevindt. Alle haltes beginnen met de letter S.